# I. Vilmos arboreai király
I. Vilmos (1370 – Verneuil-sur-Avre, 1424. augusztus 14.), szárdul: Gulliermu I, giuighe/re de Arbarea, katalánul: Guillem d'Arborea, okcitánul: Guilhèm, vescomte de Narbona, franciául: Guillaume I (II), vicomte de Narbonne et juge d’Arborée, olaszul: Guglielmo, visconte di Narbona e giudice/re di Arborea, spanyolul: Guillermo, vizconde de Narbona y juez de Arborea, latinul: Gulielmus I, vicecomes Narbonensis, iudex/rex Arboreae, Arborea királya (judex) Szardínia szigetén, II. Vilmos néven Narbonne algrófja. Cardonai Elfa empúriesi grófné harmadfokú unokatestvére, akinek a második férje, Acard Pere de Mur Cagliari és Gallura kormányzója volt Szardínián, és akinek a lánya, Muri Jolán Lujza lunai grófné lett I. Vilmos ellenfelének, I. (Ifjú) Márton szicíliai királynak a kései menye, a természetes fia, Aragóniai Frigyes lunai gróf feleségeként. II. Hugó arboreai király ükunokája volt.

## Élete

Szardínia négy történelmi királysága: Arborea, Gallura, Kalaris (Cagliari) és Torres (Logudoro)

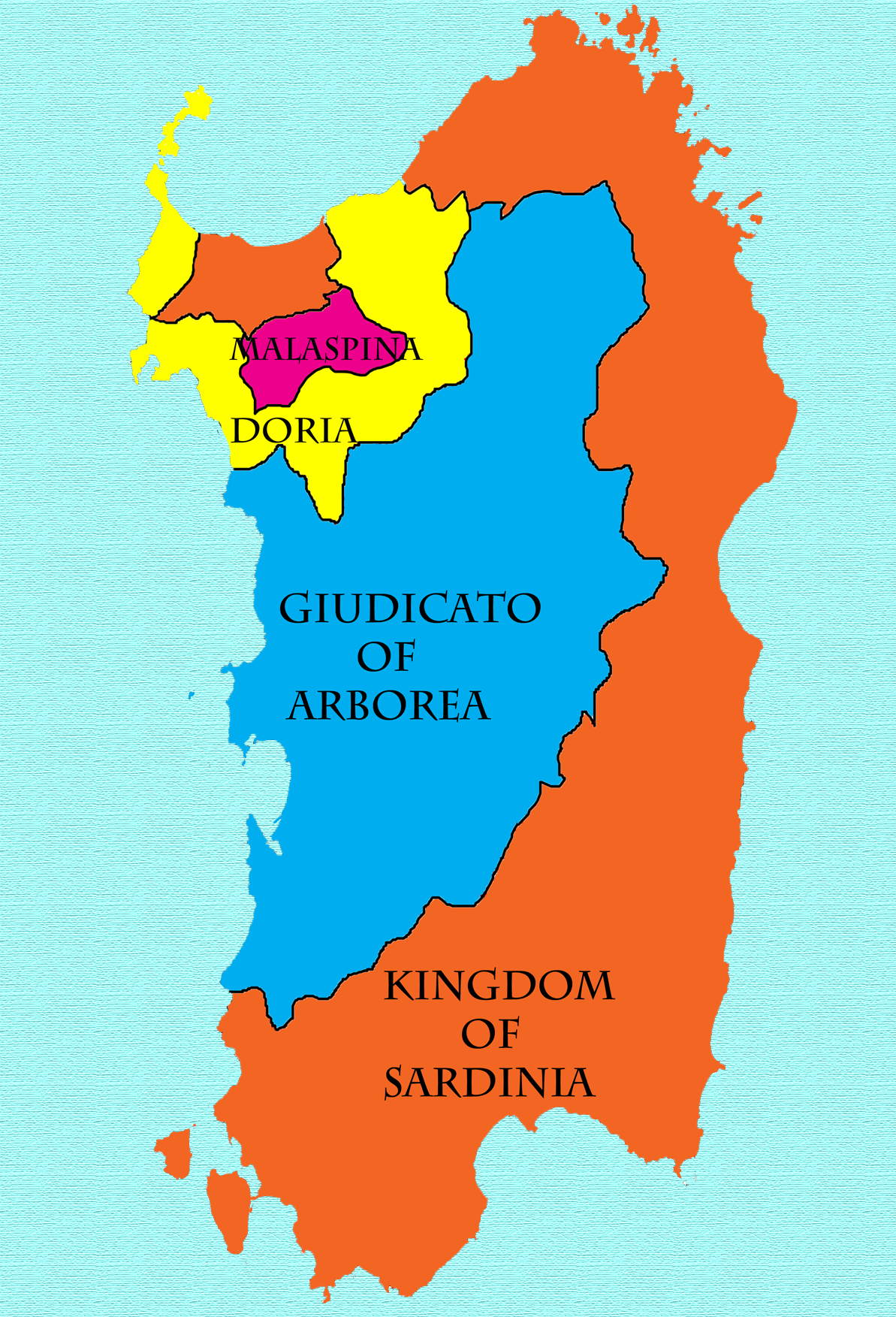
Az Arboreai Királyság kiterjedése 1324-ben, a Szárd Királyság megalapításakor

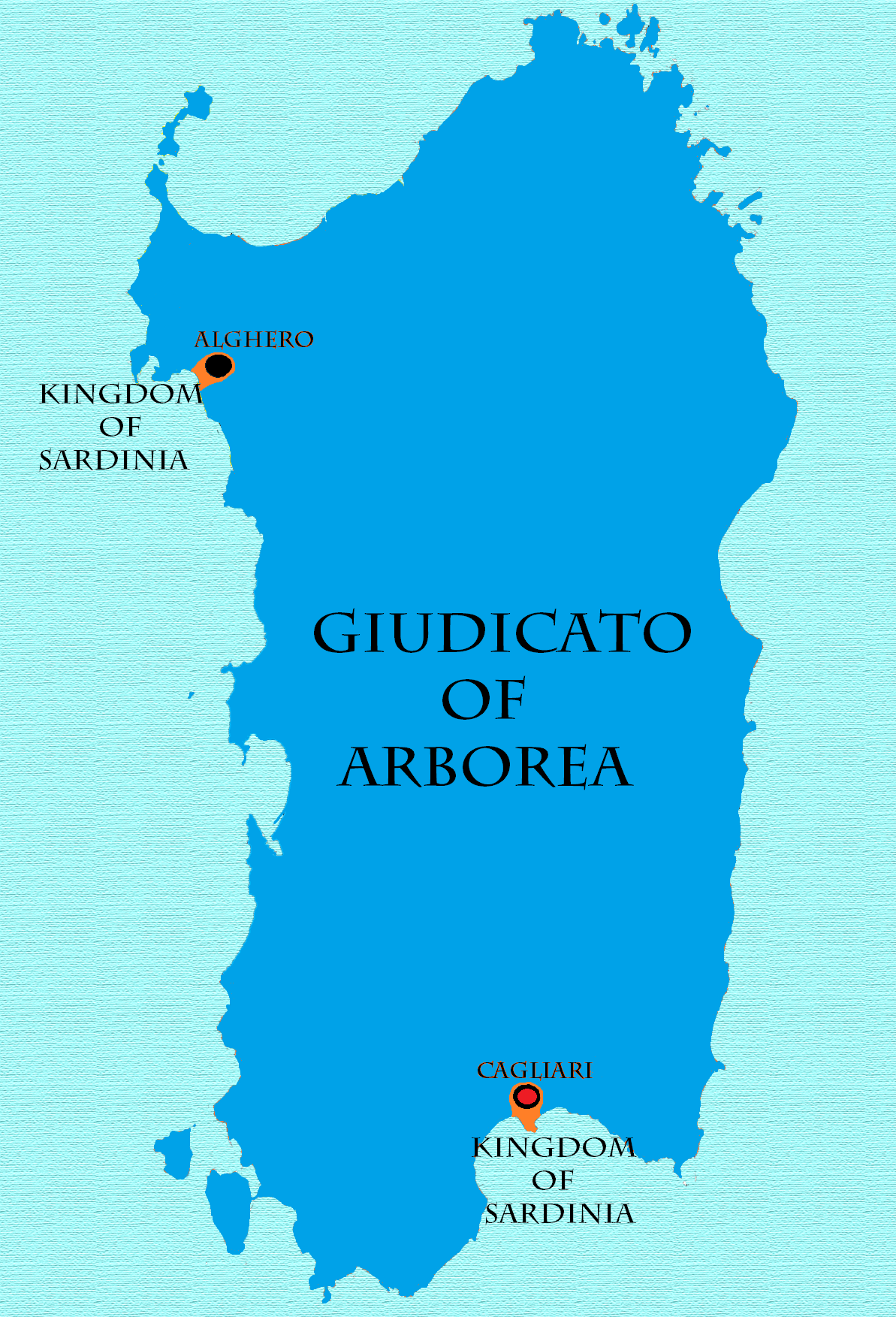
Az Arboreai Királyság kiterjedése 1368 és 1388, valamint 1392 és 1409 között

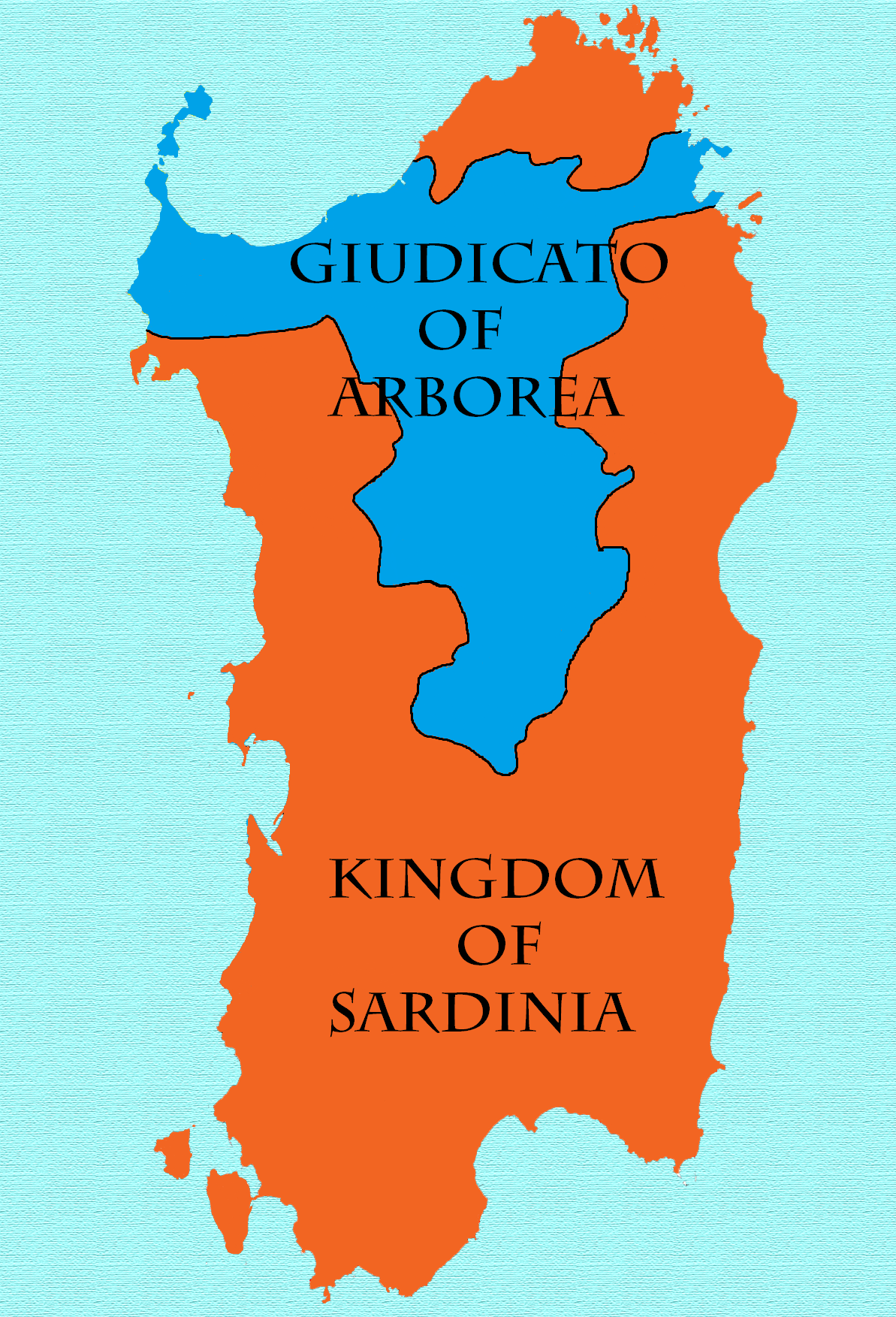
Az Arboreai Királyság kiterjedése 1410 és 1420 között

A Baux/Balzo-házból származó IV. Marián (1319 körül–1375) arboreai király (judex) dédunokája, annak másodszülött lánya, Arboreai Beatrix (1343 körül–1377) révén, aki az apai nagyanyja volt. Beatrix IX. (VII.) Imre (?–1388) narbonnei algrófhoz ment feleségül, és hét gyermekük született, köztük Vilmos apja, I. Vilmos, Narbonne algrófja.
IV. Marián felesége Rocabertí Timbor (1318–1364) algrófnő volt, és négy gyermekük született.
Az elsőszülött lányuk, Vilmos nagyanyjának a nővére, I. Eleonóra (1340–1404) judex/királynő volt, akinek a férje 1376-tól Brancaleone Doria (1337–1409), Monteleone grófja, és házasságukból két fiú jött a világra, akikkel együtt uralkodott.
I. Frigyes (1377–1387) korai halála után az öccse, V. Marián (1378/79–1407) uralkodott, és miután I. Eleonóra pestisben meghalt, az apja, Brancaleone Doria kormányzott a fia nevében, aki túlélte a fiát. Mivel V. Marán nem nősült meg, és gyermekei nem születtek, így örökölhette a trónt Vilmos az unokatestvére halála után 1407-ben, akit I. Vilmos néven 1409. január 13-án Oristanóban királlyá koronáztak.
Ekkoriban I. (Idős) Márton aragón király volt az Arboreán kívüli (egész) Szardínia királya, de Szardíniát lényegében Arborea uralta, egy-két kikötőváros és a főváros, Cagliari kivételével, ezért az aragón király, aki a teljes sziget felett szeretett volna uralkodni, az új uralkodót elűzni kívánta a szigetről.
1409. június 30-án a Sanluri csatában I. (Ifjú) Márton szicíliai király az apja I. (Idős) Márton aragón és szárd király nevében mint a még aragón kézen maradt Szardínia kormányzója legyőzte Vilmost. A győzelmet viszont a győztes nem tudta kiaknázni, mert Ifjú Márton király pár héttel később, július 25-én Cagliariban törvényes utódok hátrahagyása nélkül maláriában meghalt. Ez valamint az egy évvel később, Idős Márton 1410-es halála után a trónöröklés megoldatlansága miatt kirobbant aragón örökösödési háború egy időre lélegzetvételnyi időhöz juttatta a csatavesztéssel meggyengült Arboreát. 1420. augusztus 17-én pedig Vilmos eladta a jogait V. Alfonz aragóniai királynak 100.000 aranyforintért, aki II. Alfonz néven Szardínia királya is volt, így teljessé vált a sziget egysége, az Arboreai Királyság állami léte pedig ezzel megszűnt. Felesége Armagnaci Margit grófnő, Armagnaci Mattea aragóniai trónörökösné nagyunokahúga, akitől gyermekei nem születtek.
Mivel gyermekei nem voltak, így örököse a Narbonne-i Algrófságban a féltestvére, III. (Tinières) Vilmos (Péter) lett, aki az anyja, Guérine (Garina) de Beaufort második házasságából született Guillaume de Tinières, mardoigne-i (okcitánul: Mardoinha) úrtól.